# 沮水 (汉水)
沮(jū)水，出自秦岭南麓位于陕西省略阳县（古地名武都郡沮县）的东狼谷，是中国长江流域汉水水系的一条河流，为汉水正源。河长128千米，流域面积1754平方千米。

## 延伸阅读
[在维基数据编辑]
 《欽定古今圖書集成·方輿彙編·山川典·沮水部》，出自陈梦雷《古今圖書集成》